# Ålvik
Ålvik is een plaats in de Noorse gemeente Kvam, provincie Vestland. Ålvik telt 570 inwoners (2007) en heeft een oppervlakte van 0,94 km².